# نادي المقاولون العرب موسم 2001–02
موسم 2001–2002 هو الموسم الـ 23 لفريق المقاولون العرب في الدوري المصري الممتاز والموسم الـ 9 على التوالي في الدوري الممتاز منذ عودته للدوري مرة أخرى في موسم 1993–1994. وشارك الفريق في الدوري المصري الممتاز ، ولكنه خرج من كأس مصر في ربع النهائي.

## الترتيب
| الترتيب | النادي     | ل  | ف  | ت | خ  | له | عليه | ±  | ن  |
| ------- | ---------- | -- | -- | - | -- | -- | ---- | -- | -- |
| 3       | الزمالك    | 26 | 16 | 5 | 5  | 58 | 37   | 21 | 53 |
| 4       | غزل المحلة | 26 | 9  | 8 | 9  | 28 | 28   | 0  | 35 |
| 5       | المقاولون  | 26 | 8  | 9 | 9  | 32 | 31   | 1  | 33 |
| 6       | جولدي      | 26 | 8  | 8 | 10 | 26 | 34   | -8 | 32 |
| 7       | المنصورة   | 26 | 8  | 7 | 11 | 27 | 31   | -4 | 31 |

## كأس مصر

### الدور الأول
| الفريق الأول | إجم. | الفريق الثاني   | مباراة الذهاب | مباراة الإياب |
| ------------ | ---- | --------------- | ------------- | ------------- |
| نبروه        | 1–3  | المقاولون العرب | 0–0           | 1–3           |

| 5 مارس 2002 | نبروه | 0–0 | المقاولون العرب | استاد نبروه |

| 22 مارس 2002 | المقاولون العرب                                  | 3–1 | نبروه    |  |
|              | طلعت 20' · رامي سعيد 30' (ركلة.) · سامح يوسف 36' |     | هاني 45' |  |

### دور الـ 16
| الفريق الأول | إجم.          | الفريق الثاني   | مباراة الذهاب | مباراة الإياب |
| ------------ | ------------- | --------------- | ------------- | ------------- |
| المصري       | 1–1 (2–4 (ر)) | المقاولون العرب | 1–0           | 0–1           |

| 4 أبريل 2002 | المصري                    | 1–0 | المقاولون العرب | استاد بورسعيد |
|              | مصطفى جعفر 64' (ضربة رأس) |     |                 |               |

| 22 أبريل 2002 | المقاولون العرب | 1–0 | المصري |  |
|               | رامي سعيد       |     |        |  |

### ربع النهائي
| الفريق الأول    | إجم. | الفريق الثاني | مباراة الذهاب | مباراة الإياب |
| --------------- | ---- | ------------- | ------------- | ------------- |
| المقاولون العرب | 3–4  | بلدية المحلة  | 3–3           | 0–1           |

| 5 مايو 2002 | المقاولون العرب | 3–3 | بلدية المحلة                     |  |
|             | محمد عز · طلعت  |     | أحمد عبد الغني · أكرم عبد المجيد |  |

| 25 مايو 2002 | بلدية المحلة        | 1–0 | المقاولون العرب |  |
|              | أكرم عبد المجيد 66' |     |                 |  |